# Classe Oskol
La Classe Oskol  (Projet 304) est une classe de navire ravitailleur de maintenance et réparations avec capacité de cargo polyvalent leur permettant l'emport d'une grande variété de pièces de rechange de la marine russe.

## Bâtiments
Il reste 6 unités en service: PM 68 (Flotte de la Baltique), PM 146 (Flotte du Nord), PM 148 (Flotte du Pacifique, ma sulla sua operatività sussistono forti dubbi), PM 24, PM 26 (Flotte de la Mer Noire) et PM 25. Les autres unités ont été démolies.